# غسل الصفاق

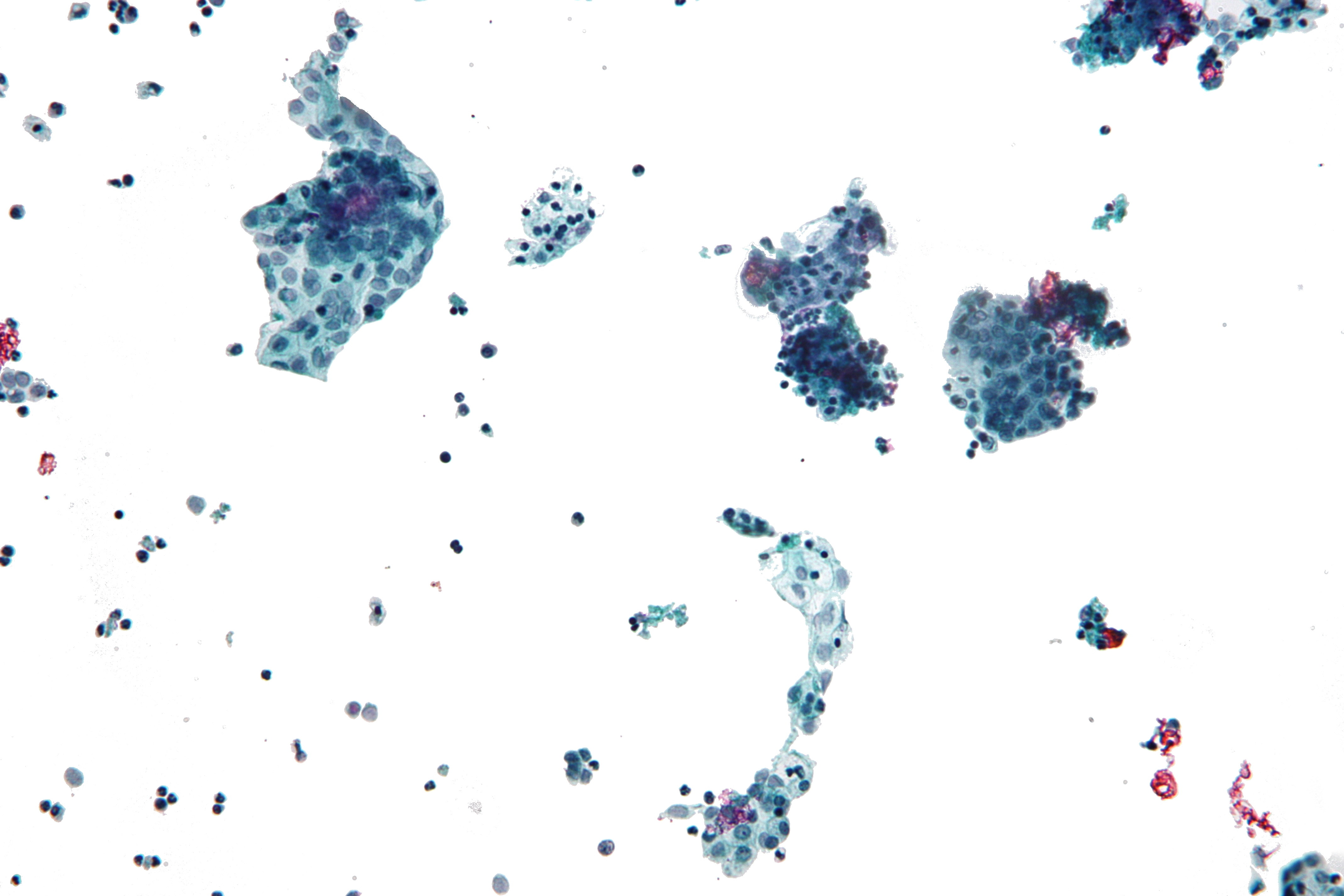
صورة مجهرية لغسالة الصفاق (خلايا متوسطة حميدة).

غسل الصفاق (peritoneal washing) هو الإجراء الذي يُستخدم للبحث عن الخلايا الخبيثة، أي الخلايا السرطانية، في الصفاق.
يجرى غسل الصفاق عادةً للكشف عن أورام البطن والحوض، مثل سرطان المبيض.

## صور إضافية

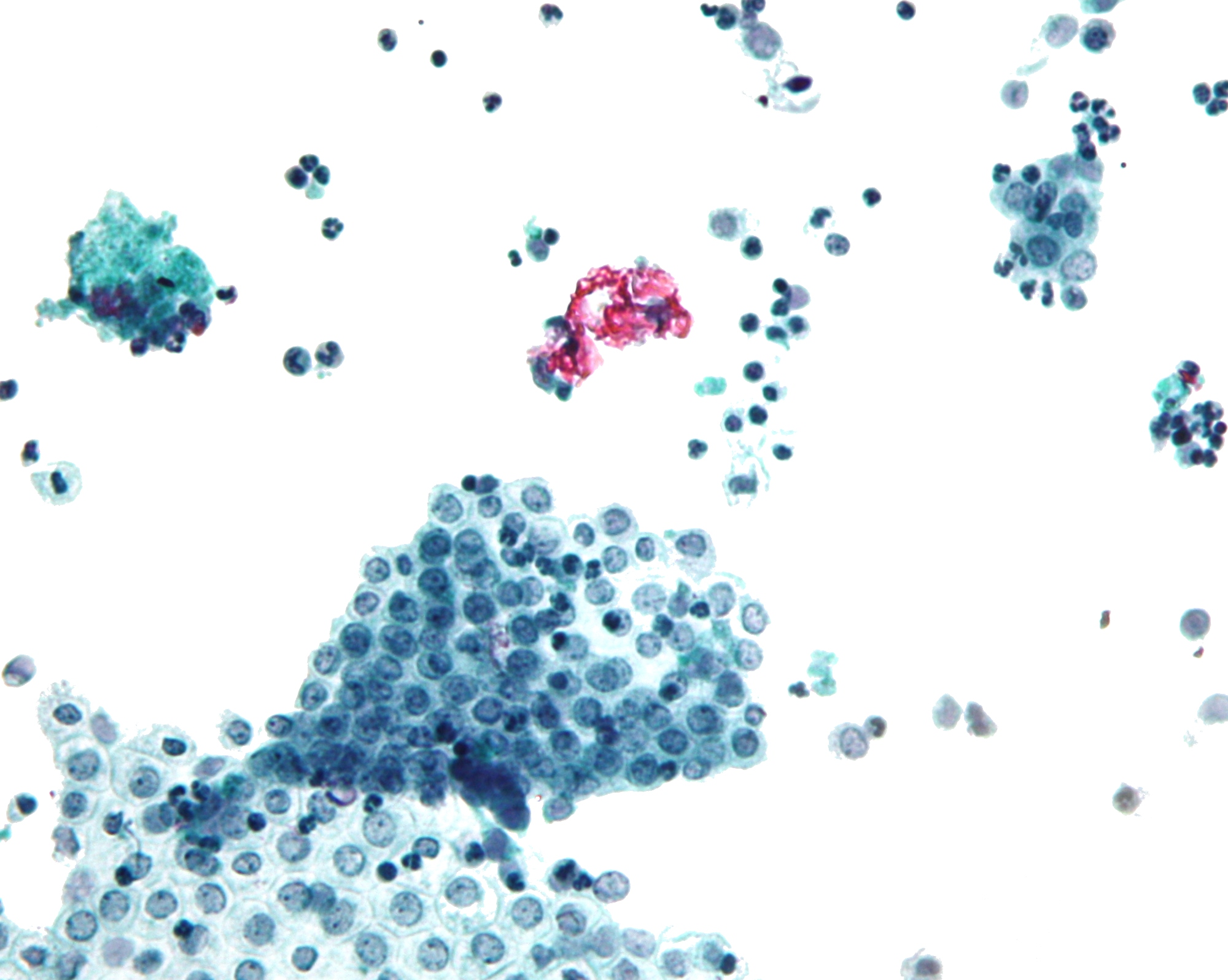
خلايا متوسطة حميدة.
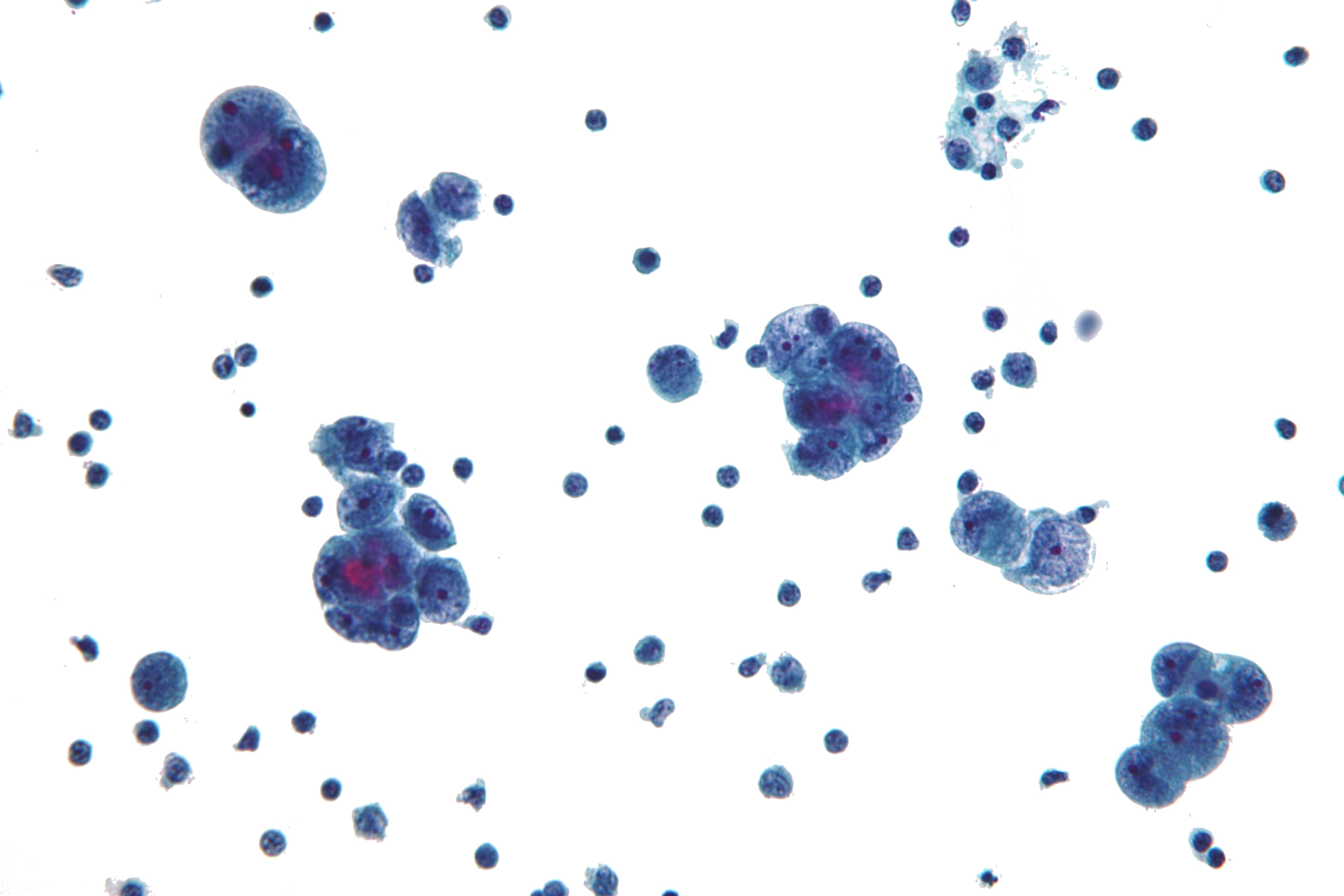
سرطانة مصلية.

## وصلات خارجية
- Peritoneal washing